# Volodymyr Trachuk
Volodymyr Trachuk est un skieur ukrainien du combiné nordique né en 1985 et actif de 2003 à 2011. Il a participé à deux olympiades, à trois universiades et à quatre championnats du monde.
Sa meilleure performance par équipes est une cinquième place, obtenue à l'Universiade d'hiver de 2005 à Pragelato (Italie).
Sa meilleure performance individuelle est une septième place, obtenue à l'Universiade d'hiver de 2011 à Erzurum (Turquie).
En coupe continentale, son meilleur résultat est une onzième place (Kranj, 2009). En coupe du monde, son meilleur résultat est une dix-huitième place (Seefeld, 2009).
Son meilleur résultat en championnat du monde est une trente-sixième place obtenue à Liberec (République tchèque) en 2009. Aux Jeux olympiques, son meilleur résultat est une quarante-et-unième place obtenue à Vancouver en 2010.